# Mechteld van Gelre
Mechteld van Gelre (circa 1324 - Huissen, 21 september 1384) was gravin van Kleef (1348-1368) en hertogin-pretendente van Gelre (1372-1379). 

## Levensloop

### Familie en huwelijken
Mechteld werd rond 1324 geboren als tweede dochter uit het huwelijk van hertog Reinoud II van Gelre en Sophia Berthout († 6 mei 1329). 
Ze was achtereenvolgens getrouwd met:
- Godfried van Loon-Heinsberg (1 november 1336-1342)
- graaf Jan van Kleef (1348-1368)
- Jan II van Blois (14 februari 1372-1381)

Deze drie huwelijken bleven kinderloos. Wel ontving Mechteld via haar huwelijken een aantal goeden als weduwenleen. Zo ontving ze de burchten Huissen en Linn (bij Krefeld) door haar huwelijk met Jan van Kleef. In de jaren na Jans dood leefde Mechteld dan ook veel op de burcht in Huissen.
Na de mislukte interventie van Jan van Blois in Gelre had haar huwelijk met hem geen nut meer en trok ze zich terug op haar weduwgoederen in Turnhout en Mechelen.

### Hertogin-pretendente van Gelre
Toen Mechtelds halfbroers Eduard en Reinoud III in 1371 beiden kinderloos overleden, zat Gelre plotseling zonder hertog. Hierdoor brak in 1371 de Eerste Gelderse Successieoorlog uit over de strijdvraag of de dochter (Mechteld) of de kleinzoon van Reinoud II genaamd Willem (de zoon van haar zus Maria) moest opvolgen. Daarin werd Mechteld gesteund door de Heekerens en de Guliks door de Bronkhorsten. In 1379 wonnen de laatsten de strijd, zodat een einde kwam aan de regering van het Huis Wassenberg. Mechteld stierf vervolgens een aantal jaar later in Huissen.